# 山形由美
山形由美（やまがた ゆみ、1962年〈昭和37年〉5月17日 - ）は、日本のフルート奏者。尚美学園大学客員教授、フルートサロン「メゾン・デュ・リエール」主宰。東京都出身。

## 来歴
英文学者、山形和美の長女として東京に生まれ、幼少期より音感教育、ピアノ、クラシック・バレエを習う。14歳のクリスマスの夜に出会った音色に強く惹かれたことが後に由美がフルート奏者として活躍する切っ掛けとなった。
立教女学院中学校・高等学校在学中にフルートを始め、野口博司、小泉剛に師事した。東京藝術大学音楽学部器楽科でフルートを専攻し、同大学を卒業した後に渡英している。由美はサー・ジェームズ・ゴールウェイの数少ない弟子のひとりであり、1986年（昭和61年）のデビュー以来、演奏活動と並行してマスコミ活動を行ったことがあった（テレビ番組のレギュラー出演期間は、1987年〈昭和62年〉10月から1991年〈平成3年〉3月20日まで。詳細は後述）。
1992年（平成4年）に再渡欧し、修行や海外での演奏経験などを積んで帰国した。1995年（平成7年）5月に開催した「神戸クラシックエイド」（指揮：ロリン・マゼール、共演楽団：ピッツバーグ交響楽団）には3,000人の聴衆を魅了し、翌1996年（平成8年）にデビュー10周年を迎えた。由美は同年に全国ツアー（リサイタル・ツアー）を17ヵ所で開催している。
1997年（平成9年）に開催したオールバロック・プログラムによるリサイタルで音楽へのより深い取り組みによって新境地を開き、2001年（平成13年）にデビュー15周年を迎えた。同年に記念エッセイ集『フルート、天使の歌』（時事通信社）を発表し、2002年（平成14年）はイギリスでリサイタルを開催した。
2005年（平成17年）11月に自身初のセルフ・プロデュース作品「Luce 〜ヴェネツィアの光と夢〜」をリリースしたが、同作はこれまでの演奏活動やCD制作で得た経験を活かしたものであり、イタリアでヴェネツィア合奏団との共演で録音されたものである。なお、同CDは後にイタリアのレコードレーベル、リヴォアルトからもリリースされた。由美は同年7月、西オーストラリア州からワイン親善大使に任命されたが、この時にオーストラリアに行ったことがないことを明かしている。
2006年（平成18年）はデビュー20周年の年となったが、同年にヴェネツィア合奏団とデビュー20周年ツアーを日本・イタリアの両国で開催している。2007年（平成19年）はヴェネツィア室内合奏団のリーダー、パオロ・コニョラート（チェンバロ）とダヴィデ・アマーディオ（チェロ）とのトリオツアーを開催し、2008年（平成20年）にキングレコードから発売した各作品がデジタルリマスターによって復刻発売された。
2009年（平成21年）はヴェネツィアのアーティストとのトリオツアーを再び開催したほか、イマジン七夕コンサートでは通算4回目となる総合司会を務めた。由美は同年6月1日に「とちぎ未来大使・那須高原そよかぜの調べ広報官」の任命（委嘱）を受けている。2010年（平成22年）はリサイタルと並行してブーニンガラコンサートなど、様々なコラボレーションに挑戦した。
2011年（平成23年）はデビュー25周年の年となったが、同年はセルフプロデュース作品の第2弾となる「Anthology 〜愛のアンソロジー〜」を2月14日（バレンタインデー）にリリースし、3月14日（ホワイトデー）に自身初の楽譜集をアルソ出版より発表している。
デビュー30周年を迎えた2016年（平成28年）9月にセルフプロデュース作品の第3弾、「Eternally 〜永遠のジゼル〜」をリリースした。同作はバレエや舞踏音楽とフルートの魅力が融合した作品であり、その音楽性が高い評価を受け、レコード芸術特選盤に選定された。これを記念して日本とパリで記念ツアーを開催し、大成功を収めている。
2018年（平成30年）は「大人のためのトーク＆コンサート」として『由美の部屋』を同年11月23日にサントリーホールで初開催した。初回の出演者は由美と干場義雅（トーク）と芦川真理子（ピアノ）の3人であった。なお、『由美の部屋』は以降も不定期に開催している（詳細は後述）。
2019年（平成31年・令和元年）に「The Trio」を結成する。メンバーは由美、ピアノの菅野潤、三味線の五代目常磐津文字兵衛の3人であり、同年にヨーロッパデビューを果たした。リサイタルはバルセロナ・パリ・ザルツブルクの各都市で開催し、和と洋のコラボレーションによる斬新な取り組みが大きな話題を呼んだ。なお、由美の父、和美は同年5月21日に肺炎で死去した。由美は同年12月27日に父との思い出をつづった文章として「特別寄稿 〜追悼 父、山形和美を語る 〜」を寄稿している。
現在はフルート奏者の活動と並行して、ワインに関連する活動（西オーストラリア州ワイン親善大使など）や栃木県にある那須高原の広報大使（「とちぎ未来大使・那須高原そよかぜの調べ広報官」のこと）および家庭画報（世界文化社）の「ビューティアンバサダー」の活動も行っている。

## 作品

### CD
CD作品は下記のとおり。2005年以降の作品はセルフ・プロデュースとして発売したものである。
| 発売年 | 作品名                                          | レコード会社               |
| ------ | ----------------------------------------------- | -------------------------- |
| 1986年 | エレガンス                                      | キングレコード             |
| 1986年 | ネオ・クラシック                                | キングレコード             |
| 1987年 | ウィンド・フォー・マインド                      | キングレコード             |
| 1988年 | ミストラル                                      | キングレコード             |
| 1989年 | クリスタル・エアー                              | キングレコード             |
| 1990年 | ローザ・ロッサ                                  | キングレコード             |
| 1991年 | ウインズ                                        | キングレコード             |
| 2000年 | 穏やかな瞬間ーときー                            | キングレコード             |
| 2000年 | グランチェスターの夕暮れ                        | キングレコード             |
| 2005年 | Luce 〜ヴェネツィアの光と夢〜                   | イマジンベストコレクション |
| 2011年 | Anthology 〜愛のアンソロジー〜                  | イマジンベストコレクション |
| 2016年 | Eternally 〜永遠のジゼル〜                      | イマジンベストコレクション |
| 2022年 | 愛のディアローグ ～エディット・ピアフを讃えて～ | ラッツパック・レコード     |
| 2024年 | ジャポニスム 〜宵待草ファンタジー〜             | ティートックレコーズ       |

### 楽譜集
2011年に自身初の楽譜集が発売された。楽譜集は演奏とインタビューやフォトライブラリーなどをまとめた作品のことである。
| 発売年 | 作品名                                                            | レコード会社 |
| ------ | ----------------------------------------------------------------- | ------------ |
| 2011年 | Anthology〜愛のアンソロジー〜 山形由美 オフィシャル・スコアブック | アルソ出版   |

## 由美の部屋
2018年（平成30年）に「大人のためのトーク＆コンサート」としてサントリーホールで第1回を開催した後、不定期に開催しているトーク＆コンサートであり、正式名称は『山形由美プレゼンツ 大人のためのトーク＆コンサート 由美の部屋 〜旅するフルート〜』である。開催履歴は下表を参照。
| 回 | 開催日         | 会場                                      | 出演                                       | トーク     | 出典       |
| -- | -------------- | ----------------------------------------- | ------------------------------------------ | ---------- | ---------- |
| 1  | 2018年11月23日 | サントリーホール ブルーローズ（小ホール） | 山形由美、干場義雅、芦川真理子             | 干場義雅   | [ 部屋 1 ] |
| 2  | 2019年11月29日 | サントリーホール ブルーローズ（小ホール） | 山形由美、池田理代子、長久真実子、高群輝夫 | 池田理代子 | [ 部屋 2 ] |
| 3  | 2021年07月22日 | サントリーホール ブルーローズ（小ホール） | 山形由美、荘村清志                         | -          | [ 部屋 3 ] |
| 4  | 2022年10月29日 | サントリーホール ブルーローズ（小ホール） | 山形由美、榎本潤、小林洋二郎、上田美江子   | 上田美江子 | [ 部屋 4 ] |

## 出演

### テレビ
- 『七人のHOTめだま』（1987年10月 - 1988年3月、フジテレビ）

エンディング曲（週替わり？）のフルート演奏者として出演。スタジオ（フジテレビ第3スタジオ）でフルート演奏をする時だけ出演することが多かったが、1988年3月13日に放送した「出発進行！走るスタジオ列車」はジョイフルトレイン「スーパーエクスプレスレインボー」の車内（当番組収録のため貸切運行）で収録を行ったため、本編にも出演している。同回のフルート演奏は同ジョイフルトレインのパノラマグリーンカーにある展望室で撮影が行われた。
- 『連想ゲーム』（1988年4月6日 - 1991年3月20日、NHK総合）

紅組チームの3枠レギュラー解答者（3代目）として同番組の末期（最終回まで）に出演した。
ほか
単発出演の例として、2014年1月24日に放送した「爆報! THE フライデー」（TBSテレビ）に「NHK『連想ゲーム』で活躍したお嬢様フルート奏者Yは今…」という題で山形の今を追う企画が放送された。同番組では那須高原での週末の田舎暮らしを放送し、（那須高原にある）自宅の様子や手料理をふるう様子も放送した。なお、山形の出演シーンは2018年9月28日に放送した2時間スペシャルで再放送している。

### ラジオ
- 『山形由美 風のモノローグ』（エフエム東京）

### CM
- 資生堂
- 第一証券
- 滋賀銀行
- 三越新宿店
- 三越千葉店
- 山勝真珠
- ドトールコーヒー
- 三国コカ・コーラボトリング
- セキスイツーユーホーム

ほか
（CM出演の出典：）

## その他の活動・任命等
- 尚美学園大学客員教授
- 日本フルート協会会員
- シャンソン研究会会員
- 日本学生音楽コンクール審査員（2018年）
- 那須ジュニアクラシックコンクールプロデューサー、審査員長（2019年） - 2020年も審査員として参加[16]。
- レクチャーコンサート、市民大学等講演会講師
- 山形由美フルートサロン「メゾン・デュ・リエール」主宰
- 西オーストラリア州ワイン大使[2]
- コマンドリー・ド・ボルドー コマンドゥール[17]
- ワイン愛好会「メルルの会」
- 家庭画報 ビューティーアンバサダー[8]
- マドモアゼル・ドゥ・パルファム[要出典]
- 栃木県「とちぎ未来大使・那須高原そよかぜの調べ広報官」[4]

## 著書
- 誠書房「新しい女性 磯村尚徳対談集」（対談）、1989年（ISBN 978-4-8756-4714-0）
- 時事通信社「フルート、天使の歌」、2001年（ISBN 978-4-7887-0173-1）